# 旬感レシピ
旬感レシピ（しゅんかんレシピ）は、2019年1月20日から2023年9月24日まで、BS日テレで毎週日曜日の18:00～18:30に放送される、料理番組である。

## 概要
旬の食材をメインに、料理する番組である。

## 出演者
- 杉浦太陽

## BS5局との連動
2021年3月20日（土/春分の日）13:30 - 14:30放送の民放BS5局リレー特番第2弾『バナナマンのBSはササルTV ズブズブスペシャル!』を放送。
トップバッターテーマは「食」
総合MC
- バナナマン（設楽統・日村勇紀） - YOUは何しに日本へ Classic、バナナマンのせっかくグルメ!!傑作選

アシスタント
- 山崎夕貴（フジテレビアナウンサー）

他局ゲスト
- 新井恵理那 - 美女と焼肉
- 玉袋筋太郎 - 町中華で飲ろうぜ
- 武田梨奈 - ワカコ酒
- 植野広生 - 日本一ふつうで美味しい植野食堂 by dancyu